# Villa des Otages
La villa des Otages est une voie du 20e arrondissement de Paris, en France.

## Situation et accès
La villa des Otages est une voie privée située dans le 20e arrondissement de Paris. Elle débute au 85, rue Haxo et se termine en impasse.

## Origine du nom
Elle porte ce nom en souvenir des victimes civiles (otages) de la guerre de 1871, fusillées en cet endroit. On présente ces exécutions sous l'expression : massacre de la rue Haxo.

## Historique
Cet ancien café-concert, encore appelé en 1860 Cité de Vincennes, fut utilisé pendant la Commune de Paris lorsque les Fédérés y établirent leurs derniers postes de commandement,,.
La villa actuelle a été créée en mémoire des otages fusillés le 26 mai 1871 par ordre des membres de la Commune. Lors de la Semaine sanglante de la Commune de Paris, le 26 mai 1871, cette voie a vu le massacre des 51 prisonniers de la prison de la Roquette (dont 11 prêtres, 36 gardes et gendarmes versaillais et 4 civils) par les communards. Selon Jacques Hillairet, « une jeune fille ayant abattu l'un des otages (l'abbé Planchat, fondateur du patronage de Charonne), le massacre devint général ; tous les otages furent tués ». Une plaque commémorative au 85, rue Haxo leur rend hommage.
Les fusillés furent jetés dans une fosse située sur le terrain. Ils furent exhumés le lundi 29 mai 1871 par le père A. Escalle, aumônier chargé du service militaire du 1er Corps. Les civils furent inhumés au cimetière de Belleville où se trouve une stèle avec leurs noms, les ecclésiastiques, ramenés à Paris, furent inhumés dans d’autres lieux,.

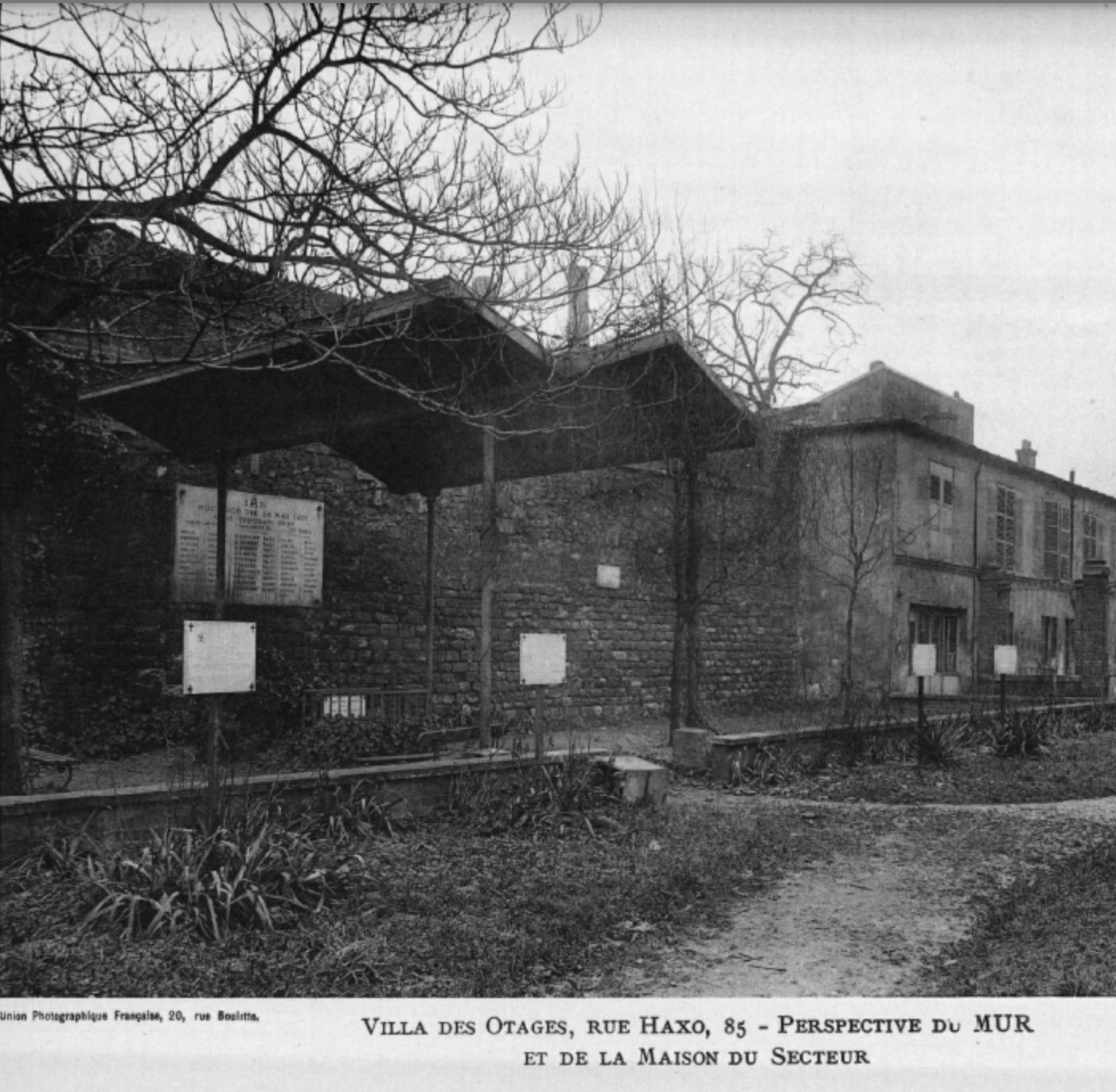
Perspective du mur et de la maison du secteur, en 1909.

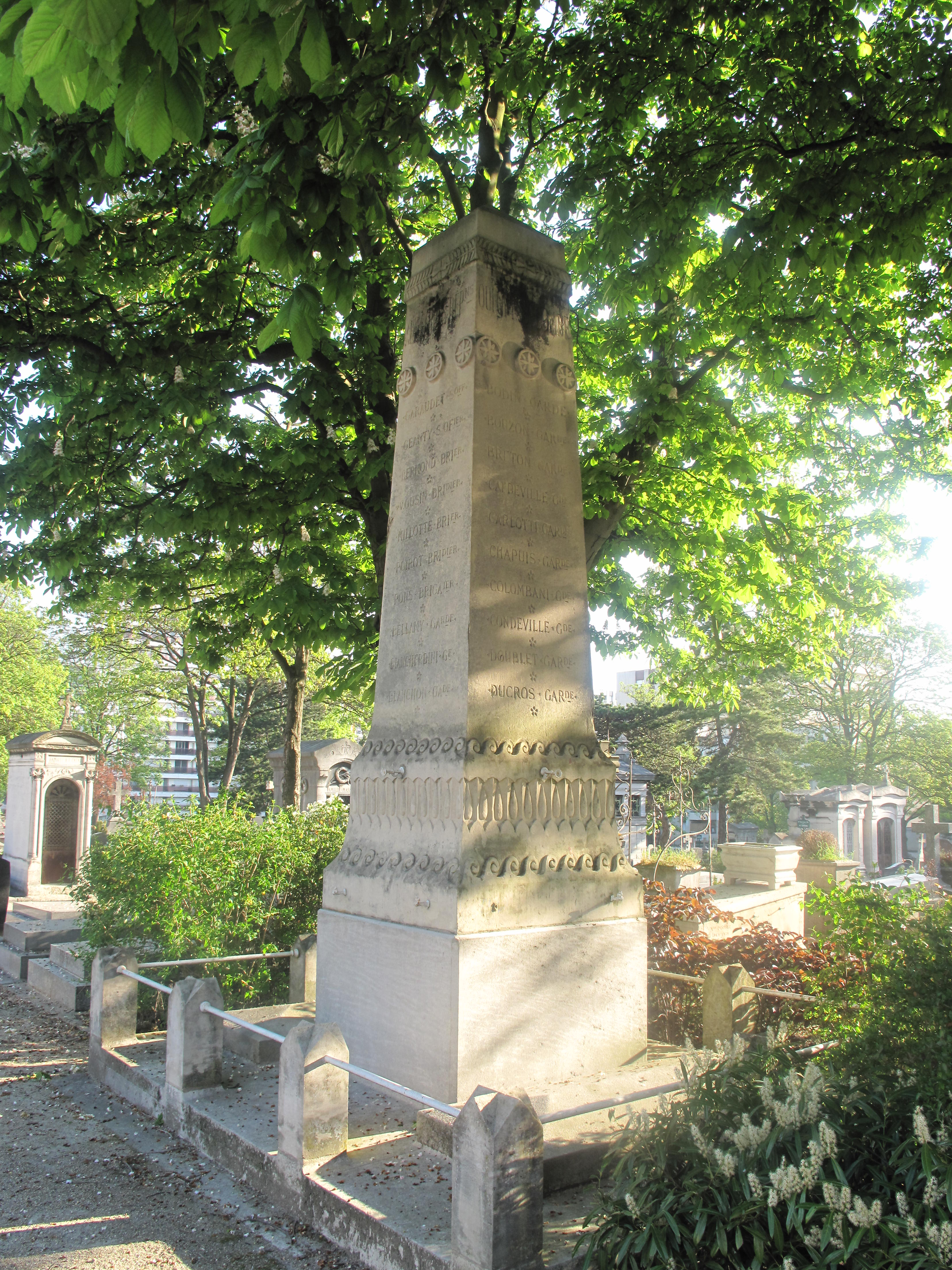
Mémorial aux morts de la villa des Otages au cimetière de Belleville.